# Louis Eloy
Louis Nicolas Hector Denis Eloy (Flémalle-Grande, 10 november 1911) was een Belgisch hockeyer.

## Levensloop
Eloy was actief bij Royal Léopold HC.
Hij maakte deel uit van het Belgisch hockeyteam. Hij was onder meer doelman (reserve) voor de nationale ploeg bij de Olympische Zomerspelen van 1936.
Zijn schoonzoon Jean Toussaint was eveneens actief in het hockey.